# Mauckport
Mauckport és un poble dels Estats Units a l'estat d'Indiana. Segons el cens del 2000 tenia 83 habitants.

## Demografia
Segons el cens del 2000, Mauckport tenia 83 habitants, 40 habitatges, i 22 famílies. La densitat de població era de 228,9 habitants/km².
Dels 40 habitatges en un 15% hi vivien nens de menys de 18 anys, en un 40% hi vivien parelles casades, en un 10% dones solteres, i en un 45% no eren unitats familiars. En el 32,5% dels habitatges hi vivien persones soles el 5% de les quals corresponia a persones de 65 anys o més que vivien soles. El nombre mitjà de persones vivint en cada habitatge era de 2,08 i el nombre mitjà de persones que vivien en cada família era de 2,59.
Per edats la població es repartia de la següent manera: un 16,9% tenia menys de 18 anys, un 6% entre 18 i 24, un 28,9% entre 25 i 44, un 42,2% de 45 a 60 i un 6% 65 anys o més.
L'edat mediana era de 43 anys. Per cada 100 dones de 18 o més anys hi havia 115,6 homes.
La renda mediana per habitatge era de 36.964 $ i la renda mediana per família de 36.250 $. Els homes tenien una renda mediana de 25.000 $ mentre que les dones 20.313 $. La renda per capita de la població era de 15.946 $. Entorn del 20% de les famílies i el 18% de la població estaven per davall del llindar de pobresa.

## Poblacions més properes
El següent diagrama mostra les poblacions més properes.